# قائمة مواقع التراث العالمي في كينيا

مواقع التراث العالمي التابعة لمنظمة الأمم المتحدة للتربية والعلم والثقافة (يونسكو) هي أماكن ذات أهمية للتراث الثقافي أو الطبيعي كما هو موصوف في اتفاقية التراث العالمي لليونسكو، التي تأسست عام 1972. قبلت كينيا الاتفاقية سنة 1991 مما جعل مواقعها مؤهلة للإدراج في القائمة.
اعتبارًا من سنة 2022، يوجد سبعة مواقع للتراث العالمي في كينيا، 3 منها عبارة عن مواقع تراث ثقافي و4 مواقع مصنفةً على أنها مواقع طبيعية.

## مواقع التراث العالمي
الاسم - سمي على اسم التعيين الرسمي للجنة التراث العالمي.
الموقع - مرتبة حسب الدولة، متبوعة بالمنطقة على مستوى الإقليم أو المحافظة.
المعايير - كما حددتها لجنة التراث العالمي.
المساحة - بالهكتار والفدان، باستثناء أي مناطق عازلة. تعني القيمة الصفرية أنه لم يتم تحديد البيانات من قبل اليونسكو.
سنة الإدراج - تم خلالها إدراج الموقع في قائمة التراث العالمي.
الوصف - معلومات موجزة عن الموقع، بما في ذلك أسباب التأهيل كموقع معرض للخطر، إن أمكن.
| اسم                                       | صورة                                                                                          | موقع                                                                                  | صنف                    | مساحة                       | سنة الإدراج | وصف |
| ----------------------------------------- | --------------------------------------------------------------------------------------------- | ------------------------------------------------------------------------------------- | ---------------------- | --------------------------- | ----------- | --- |
| حصن يسوع، مومباسا                         | A fortified, but badly-faded yellow-coloured wall looks off into distant sea to the left.     | مومباسا، كينيا4°03′46″S 39°40′46″E / 4.062778°S 39.679444°E                           | ثقافي (i)، (iv)        | 161,485 هكتار (399,040 أكر) | 2011        | حصن يسوع هو حصن برتغالي تم بناؤه بين أعوام 1593 و1596 في جزيرة مومباسا لحراسة ميناء مومباسا القديم في كينيا. يتبع تصميم الموقع نموذج عصر النهضة. |
| نظام بحيرة كينيا في الوادي المتصدع الكبير | An aerial view of a large, grassy plain by the water. A small road zigzags through the field. | الوادي المتصدع، كينيا0°26′33″N 36°14′24″E / 0.442500°N 36.240000°E                    | طبيعي (viii)، (x)      | 161,485 هكتار (399,040 أكر) | 2011        | يقع الموقع في الوادي المتصدع العظيم، كينيا، ويضم ثلاث بحيرات: بحيرة بوغوريا وبحيرة ناكورو وبحيرة إليمنتايتا. ويضم مجموعة متنوعة للغاية من الطيور، بما في ذلك ثلاثة عشر نوعا مهددا تتردد على المنطقة.                                                                                             |
| متنزهات بحيرة توركانا الوطنية             | A view of a wide river separating two landmasses, on the left and right.                      | بحيرة توركانا، كينيا3°03′05″N 36°30′13″E / 3.051306°N 36.503667°E                     | طبيعي (viii)، (x)      | 161,485 هكتار (399,040 أكر) | 1997        | توركانا، باعتبارها أكبر بحيرة مالحة في إفريقيا، هي منطقة مهمة لدراسة الحيوانات والنباتات. وهي أرض خصبة لتمساح النيل وفرس النهر والعديد من الثعابين السامة. تم وضع الموقع في قائمة التراث العالمي المعرض للخطر في عام 2018، ويرجع ذلك أساسا إلى التأثير المحتمل لسد جيلجيل جيب الثالث في إثيوبيا. |
| مدينة لامو القديمة                        | An aerial view of a path (that doubles as a wharf) along the coast of a large body of water.  | لامو، كينيا2°16′05″S 40°54′07″E / 2.268°S 40.902°E                                    | ثقافي (ii)، (iv)، (vi) | 16 هكتار (40 أكر)           | 2001        | المدينة هي أقدم مستوطنة سواحيلية، وهي مبنية من الحجر المرجاني وأخشاب المانغروف. وتتميز بساحات فناء داخلية وشرفات أرضية وأبواب خشبية متقنة. |
| حديقة جبل كينيا الوطنية / الغابة الطبيعية | A view of a very slanted and lengthy hill leading to a very foggy top.                        | المحافظة الوسطى والمحافظة الشرقية، كينيا0°09′18″N 37°18′56″E / 0.155000°N 37.315556°E | طبيعي (vii)، (ix)      | 142,020 هكتار (350,900 أكر) | 1997        | تحيط الحديقة بجبل كينيا الذي يبلغ ارتفاعه 5,199 مترا (17,057 قدما) وتضم اثني عشر نهرا جليديا. |
| غابات كايا ميجيكندا المقدسة               | Two women discuss beside two very long tree roots in a forest.                                | المحافظة الساحلية، كينيا3°55′55″S 39°35′46″E / 3.931944°S 39.596111°E                 | ثقافي (iii)، (v)، (vi) | 1,538 هكتار (3,800 أكر)     | 2008        | يضم الموقع إحدى عشرة غابة منتشرة على مساحة 200 كيلومتر (120 ميل) على طول ساحل كينيا. وهي تحمل بقايا القرى التي بنيت خلال القرن السادس عشر من قبل شعب ميجيكندا، وتعتبر الآن مواقع مقدسة. |
| موقع تيمليش أوينغا الأثري                 | A picture of a stone wall with a gate.                                                        | محافظة ميغوري، كينيا0°58′23″S 34°15′30″E / 0.9731°S 34.2583°E                         | ثقافي (iii)، (iv)، (v) | 21 هكتار (52 أكر)           | 2018        | يعود تاريخ المستوطنة ذات الجدران الحجرية الجافة إلى القرن السادس عشر ميلادي، وهي أكبر المباني التقليدية المحفوظة من نوعها. |

## وصلات خارجية
- موقع منظمة يونسكو باللغة العربية